# 畠山耕太郎
畠山 耕太郎（はたけやま こうたろう、8月10日 - ）は、日本の漫画家。岩手県陸前高田市出身。
専修大学商学部卒。在学中は陸上部に所属。
1986年に後期コミックオープン大賞を受賞しデビューする。
青年誌・ギャンブル漫画誌（麻雀・パチンコ・パチスロ）にて多くの作品を手がける。

## 作品リスト

### 単行本
- なって頂載大物に!（全3巻、アフタヌーンKC）
- うまい棒にゃご用心（全1巻、アクションコミックス、原作：北鏡太）
- バトル・ティーチャー（全1巻、マンサンコミックス）
- KIZA（全7巻、リイドコミック、原作：松田康志）
- ナグネリアン 麻雀黄金期から来た男（全2巻、近代麻雀、原作：南波捲）
- 七変化エンジェルズ（全1巻、マンサンコミックス、原作：南波捲）
- ミスター・ビーン（全4巻、プレイコミック、原作：柿崎雅人）
- オカしてやるぜ!（全1巻、オレンジコミックス、原作：種子田健）
- プロスロ パチスロで勝つ為の王道（全4巻、バンブーコミックス）

### 過去の作品
- ジョージ（笠倉出版、原作：中澤浩史）
- リアルマスター（日本文芸社、原作：中澤浩史）
- 鬼のフクヘン（竹書房、原作：中澤浩史）

### 連載中
- プロスロ（竹書房、原作：ガリぞう）
- プロスロ外伝（竹書房、原作：ガリぞう）
- パチバカ店長ナカムラ（双葉社、原作：中澤浩史）
- セットアッパー　史上最悪の中継ぎ刑事（ジャンバリTV、原作：中澤浩史）